# Аннопольская сельская община
Аннопольская сельская община (укр. Ганнопільська сільська громада) — территориальная община в составе Шепетовского района Хмельницкой области на Украине. 
Административный центр ― село Аннополь.

## История
Аннопольская сельская община создана 25 октября 2015 года в составе Славутского района. 13 сентября 2015 года было принято решение в объединённую общину включить 7 сельских советов: Аннопольский (сёла Аннополь, Глинники, Досин, Сосновка, Хоросток), Великоскнитский (сёла Великий Скнит, Нараевка, Ровки), Должкинский (село Должки), Киликиевский (село Киликиев), Клепачинский (село Клепачи), Малоскнитский (село Малый Скнит) и Хоняковский (село Хоняков). 
С 2020 года община входит в укрупнённый Шепетовский район.

## Населённые пункты
В состав общины входят 16 сёл: 
| - Аннополь - Великий Скнит - Глинники - Должки - Досин - Киликиев | - Клепачи - Малый Скнит - Нараевка - Понора - Прикордонная Улашановка - Ровки | - Сосновка - Хоняков - Хоросток - Шатерники |